# Horodok, raionul Rivne, regiunea Rivne
Horodok (în ucraineană Городок) este localitatea de reședință a comunei Horodok din raionul Rivne, regiunea Rivne, Ucraina.

## Demografie
Componența lingvistică a localității Horodok
     Ucraineană (98,27%)
     Rusă (1,69%)
     Alte limbi (0,04%)
Conform recensământului din 2001, majoritatea populației localității Horodok era vorbitoare de ucraineană (98,27%), existând în minoritate și vorbitori de rusă (1,69%).